# Meg Emmerich
Meg Emmerich, née le 23 octobre 1986 à São Paulo (Brésil), est une judokate handisport brésilienne concourant chez les +70 kg. Elle est médaillée de bronze aux Jeux paralympiques de 2020.

## Biographie
Meg Emmerich est née avec une atrophie du nerf optique.

## Carrière
En 2018, elle est médaillée de bronze aux Mondiaux à Odivelas puis lors des Jeux parapanaméricains l'année suivante, elle est sacrée championne panaméricaine.
Aux Jeux paralympiques d'été de 2020, Emmerich remporte la médaille de bronze en battant la Mongole Altantsetset Nyamaa par ippon lors de la petite finale.